# L'Aventure inédite de Scrat
Pour plus de détails, voir Fiche technique et Distribution.
L'Aventure inédite de Scrat (Gone Nutty) est un court métrage d'animation américain réalisé par Carlos Saldanha, sorti le 16 novembre 2002 aux États-Unis.
Le film présente le personnage de L'Âge de glace, Scrat, qui rencontre encore des problèmes en tentant de récolter ses glands qui lui sont si chers.

## Synopsis
Le film commence avec Scrat qui revient, chargé d'un gland, vers un grand arbre creux. Le haut de l'arbre est rempli de glands alignés en cercles concentriques, il ne reste qu'un espace de la taille d'un gland juste au centre, où Scrat tente de placer celui qu'il a ramené. Il fait d'abord mine de le planter violemment dans le trou, mais s'arrête juste avant, semble réfléchir et le glisse plutôt tout doucement. Alors qu'il s'en va, le gland ressort de son trou. Scrat essaie plusieurs fois de le rentrer sans succès, de plus en plus violemment, puis finit par le piétiner pour qu'il rentre. Cela déclenche une réaction en chaîne, tous les glands se mettent à former une spirale qui l'aspire en tournant et il ressort, porté par les centaines de glands, par un trou de l'arbre qui donne directement sur une falaise. Scrat et les glands entreprennent alors une longue chute libre.
Pendant sa chute, Scrat entreprend de rassembler les glands dispersés qui forment tour à tour un lit, une planche de surf puis une énorme sphère. La sphère s'écrase finalement sur la glace. Alors que Scrat est enfoncé dans la glace, il voit un dernier gland (sans doute celui qu'il avait tenté d'enfoncer au départ) tomber vers lui en prenant énormément de vitesse. Le gland en fusion le heurte en plein visage et l'enfonce encore plus dans la glace. Le choc provoque alors l'éclatement de la terre en plusieurs parties qui dérivent et se séparent rapidement pour former - sans doute à partir de la Pangée - les continents du monde actuel. Scrat reste coincé dans un minuscule morceau de terrain glacé au milieu de l'Atlantique où a eu lieu l'impact. Il semble désespéré mais se souvient soudain que le gland qui l'a heurté doit encore être dans son morceau de terrain. Il le trouve, mais alors qu'il le serre contre lui et le cajole, le gland, totalement calciné par sa rentrée dans l'atmosphère, tombe en cendres. Déçu et battu, il met finalement la cupule du gland sur sa tête.

## Fiche technique
- Titre original : Gone Nutty
- Titre français : L'Aventure inédite de Scrat
- Titre québécois : La grande aventure de Scrat
- Réalisation : Carlos Saldanha
- Scénario : Dan Shefelman et Moroni Taylor
- Montage : Tim Nordquist
- Musique : Michael A. Levine (en)
- Storyboard : Greg Couch, Mike Knapp, Steve Martino et Daisuke Tsutsumi (en)
- Production : John C. Donkin, Chris Kuwata, Christopher Meledandri, Deanna Pizzuti, Leslie Schor-Bresnahan, Irka B. Seng-Bloom, Michael J. Travers et Chris Wedge
- Sociétés de production : Blue Sky Studios
- Société de distribution : 20th Century Fox
- Pays d’origine :  États-Unis
- Langue originale : anglais
- Durée : 4 minutes et 31 secondes
- Date de sortie : 
  - États-Unis : 16 novembre 2002
  - France : 3 décembre 2002

## Distribution
- Michel Elias : Scrat

## Récompenses et nominations
- 2004 : Nomination pour l'Oscar du meilleur court métrage d'animation